# Takové divné místo k setkání
Takové divné místo pro setkání (v originále Drôle d'endroit pour une rencontre) je francouzský hraný film z roku 1988  který režíroval François Dupeyron. Snímek měl světovou premiéru dne 5. října 1988.

## Děj
Na odpočívce na dálnici A7 se v noci potkají muž a žena. France vyhodil z auta její manžel po větší hádce. Rozhodla se na něj zde počkat. Charles má poruchu na autě a potřebuje spravit motor. Chce být nejprve sám a tak ji odhání, pak se ji ale pokouší svést.

## Obsazení
| Catherine Deneuve   | France          |
| Gérard Depardieu    | Charles         |
| Nathalie Cardone    | Sylvie          |
| André Wilms         | Georges         |
| Jean-Pierre Sentier | Pierrot         |
| Chantal Banlier     | paní Richardová |

## Ocenění
- César: nominace v kategoriích nejlepší herečka (Catherine Deneuve), nejlepší filmový debut (François Dupeyron),nejlepší původní nebo adaptovaný scénář (François Dupeyron a Dominique Faysse), nejslibnější herečka (Nathalie Cardone)